# Município de Berlin (condado de Mahoning, Ohio)
Localização do Ohio nos E.U.A.
O município de Berlin (em inglês: Berlin Township) é um município localizado no condado de Mahoning no estado estadounidense de Ohio. No ano 2010 tinha uma população de 2122 habitantes e uma densidade populacional de 32,06 pessoas por km².

## Geografia
O município de Berlin encontra-se localizado nas coordenadas 41° 01′ 22″ N, 80° 57′ 05″ O. Segundo o Departamento do Censo dos Estados Unidos, o município tem uma superfície total de 66.18 km², da qual 61,76 km² correspondem a terra firme e (6,68 %) 4,42 km² é água.

## Demografia
Segundo o censo de 2010, tinha 2122 pessoas residindo no município de Berlin. A densidade de população era de 32,06 hab./km².